# Тучненська сільська рада
Тучне́нська сільська́ ра́да — колишній орган місцевого самоврядування в Білопільському районі Сумської області. Адміністративний центр — село Тучне.

## Загальні відомості
- Населення ради: 816 осіб (станом на 2001 рік)

## Населені пункти
Сільській раді підпорядковані населені пункти:
- с. Тучне
- с. Олександрівка

## Склад ради
Рада складається з 12 депутатів та голови.
- Голова ради: Шуляк Володимир Степанович
- Секретар ради: Дериземля Наталія Іванівна

### Керівний склад попередніх скликань
| Прізвище, ім'я, по батькові | Основні відомості                                                         | Дата обрання | Дата звільнення |
| --------------------------- | ------------------------------------------------------------------------- | ------------ | --------------- |
| Шуляк Володмир Степанович   | Сільський голова, 1961 року народження, член Народної партії              | 26.03.2006   | 31.10.2010      |
| Шуляк Володимир Степанович  | Сільський голова, 1961 року народження, освіта вища, член Партії регіонів | 31.10.2010   |                 |

Примітка: таблиця складена за даними сайту Верховної Ради України